# 戈諾里夫卡 (揚皮爾區)
48°20′31″N 28°14′36″E / 48.34194°N 28.24333°E
戈諾里夫卡（烏克蘭語：Гонорівка），是烏克蘭的村落，位於該國西南部文尼察州，由莫希利夫-波季利斯基區負責管轄，始建於1900年，面積0.56平方公里，海拔高度192米，2001年人口565，人口密度每平方公里1,008.93人。